# Distrito electoral 4 (condado de Cedar, Nebraska)
El distrito electoral 4 (en inglés: Precinct 4) es un distrito electoral ubicado en el condado de Cedar en el estado estadounidense de Nebraska. En el Censo de 2010 tenía una población de 345 habitantes y una densidad poblacional de 3,68 personas por km².

## Geografía
El distrito electoral 4 se encuentra ubicado en las coordenadas 42°44′35″N 97°18′30″O / 42.74306, -97.30833. Según la Oficina del Censo de los Estados Unidos, el distrito electoral 4 tiene una superficie total de 93.63 km², que corresponden a tierra firme.

## Demografía
Según el censo de 2010, había 345 personas residiendo en el distrito electoral 4. La densidad de población era de 3,68 hab./km². De los 345 habitantes, el distrito electoral 4 estaba compuesto por el 99.13% blancos, el 0.29% eran afroamericanos y el 0.58% eran amerindios.